# Guarda do Infinito
Guarda do Infinito é um grupo de personagens fictícios do universo Marvel Comics. A Guarda apareceu pela primeira vez em "Warlock e Infinity Watch #1", e estrelou uma série até seu fim na edição #42. Os seis membros foram auto intitulados como os "Guardiões das Gemas do Infinito". A missão primordial da equipe era que cada membro protegesse/guardasse uma gema, a fim de evitar a união das joias e formar a Manopla do Infinito.

## História
Quando Adam Warlock obteve a posse da poderosa "Manopla do Infinito" (que continha as seis Gemas do Infinito) de Thanos, ele foi ordenado pelo Tribunal Vivo a separar as gemas para que elas nunca mais fossem unidas novamente  . Warlock então formou a Guarda do Infinito, confiando a cada membro uma das Gemas do Infinito para proteger (mantendo a identidade do sexto membro em segredo até mesmo dos outros companheiros da Guarda do Infinito). Adam Warlock sob influência da Manopla, tomou essas decisões e mais tarde ele perguntou a si mesmo, se ele tinha feito as escolhas certas.
Inicialmente, Warlock não tinha a intenção de tornar a Guarda uma equipe, ele acreditava que as gemas estariam mais seguras se todas foram mantidas separadas. A equipe começou quando um velho inimigo de Adam, o Homem-Fera sequestrou quatro membros da futura Guarda do Infinito e tentou manipular suas gemas em uma tentativa de destruir Warlock . Depois do Homem-Fera ser derrotado, a Guarda do Infinito decidiu se unir como uma equipe heróica, com exceção de Thanos. No entanto o Titã foi submetidos a um período de humildade após o caso da "Manopla do Infinito", por isso ele não abusou de sua jóia e a manteve segura.
Warlock fez um acordo com o Toupeira para um castelo na Ilha Monstro como base da Guarda. Com a ajuda d'Os Vingadores, as Nações Unidas reconheceram a soberania da Ilha dos Monstros do Toupeira (depois de uma batalha sem fatalidade com a Guarda). A Guarda do Infinito passou a lidar com muitos outros inimigos, maioria deles interessados no poder das Gemas. Também havia outros adversários que tinham interesses pessoais nos membros da Guarda do Infinito.
Certa vez um homem com amnésia apareceu e foi levado para a Ilha Monstro pela Guarda apesar dos avisos de Gamora. Gamora , segurando a Gema do Tempo, teve visões deste homem matando Adam Warlock.
A Guarda também se envolveu nos eventos Guerras Infinitas e as Cruzadas Infinitas, ambas decorrentes dos eventos da "Manopla  do Infinito".
Um pouco mais tarde Gamora deixou a equipe após uma discussão com Adam Warlock . Maxam se tornou o novo Guardião da Gema do Tempo. Sob a influência telepática da Serpente da Lua, Maxam acreditou que ele tinha quebrado o pescoço de Warlock e voltou para o seu planeta de origem.
Enquanto isso, o ser conhecido como Rune rouba todas as Gemas do Infinito e as levou para o Ultraverso. Sem Gamora, Maxam e as gemas perdidas, a Guarda se desfez. Embora as jóias preciosas foram eventualmente recuperadas e voltaram ao Universo Marvel, a Guarda não foi totalmente restabelecido ainda, no entanto Adam Warlock, Gamora e Pip foram mostrados tentar derrotar o Campeão do planeta Skardon. Mulher-Hulk em foi recrutados e Drax retornou para ajudar nos esforços da equipe .

## Membros
- Adam Warlock (Líder)
- Drax o Destruidor
- Gamora
- Maxam
- Serpente da Lua
- Pip, o Troll
- Thanos